# Wodynie
Wodynie is een dorp in het Poolse woiwodschap Mazovië, in het district Siedlecki. De plaats maakt deel uit van de gemeente Wodynie en telt 630 inwoners.